# 덕과초등학교
덕과초등학교는 대한민국 전북특별자치도 남원시 덕과면 고정리에 있는 공립 초등학교이다. 폐교된 덕과북분교에는 서울메트로 3000호대 초퍼제어 전동차가 원형매각되어 있다.

## 연혁
- 1940년 4월 27일	덕과공립심상소학교 개교
- 1941년 4월 1일 덕과공립국민학교로 개칭
- 1981년 3월 1일 병설유치원 개설
- 1996년 3월 1일 덕과초등학교로 개칭
- 1999년 9월 1일 덕과북분교장 통폐합
- 2021년 1월 20일 제76회 졸업(2,536명)
- 2021년 3월 1일 5학급 편성

## 참고 자료
- 덕과초등학교 - 한국교육학술정보원 학교알리미